# Passo Collerin
Il passo Collerin (3.202 m s.l.m.) è un valico alpino situato lungo il confine italo-francese che collega la val d'Ala con l'alta Maurienne.
Si trova lungo il percorso del tour della Bessanese e ne costituisce il punto di maggior altezza.

## Accesso al colle

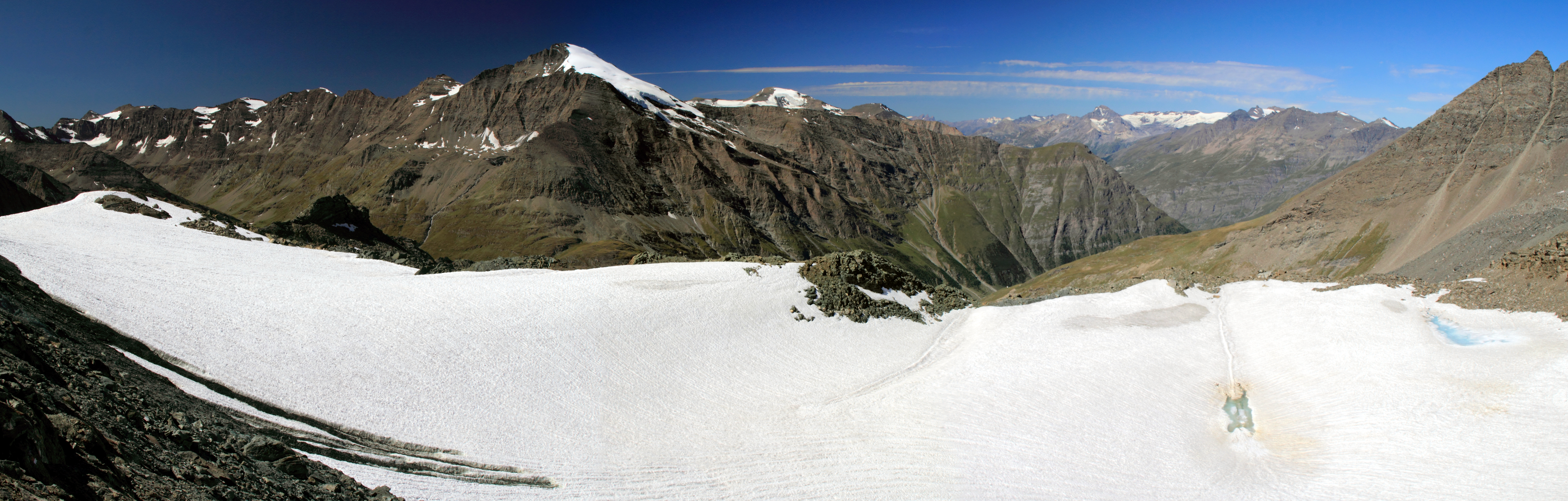
Vista dal passo

Dal versante italiano si può salire al passo partendo dal Pian della Mussa. Si sale il lungo vallone del Pian del Gias e per ripido canalone si sale al colle.
Dal versante francese si può salire al passo partendo dal rifugio dell'Averole.